# Joel Carreño
Pour les articles homonymes, voir Carreño (homonymie) et Decena.
Joel Fernando Carreno Decena (né le 7 mars 1987 à San Cristóbal, République dominicaine) est un lanceur droitier des Ligues majeures de baseball a joué pour les Blue Jays de Toronto en 2011 et 2012.

## Carrière
Joel Carreno signe son premier contrat professionnel en 2004 avec les Blue Jays de Toronto.
Il fait ses débuts dans le baseball majeur le 23 août 2011 avec Toronto. Lanceur partant dans les ligues mineures, le droitier entreprend sa carrière comme lanceur de relève. Il démontre de belles aptitudes en 11 sorties comme lanceur de relève pour les Jays en 2011 : sa moyenne de points mérités n'est que de 1,15 en 15 manches et deux tiers lancées, et il enregistre 14 retraits sur des prises. Sa seule décision de l'année est une victoire, sa première dans le baseball majeur obtenue le 11 septembre sur les Orioles de Baltimore.